# Паниониос (баскетбольный клуб)
«Паниониос» (греч. Πανιώνιος KAE – Panionios B.C.) — греческий баскетбольный клуб из города Неа Смирна.

## История
Баскетбольный клуб входит в «Гимнастический клуб Паниониос», который был основан в 1890 году на территории Османской империи, в городе Измире (на сегодняшней день расположен в современной Турции), что делает его одним из старейших спортивных клубов Европы. Сам баскетбольный клуб был основан в 1919 году. После того, как греческие военные потерпели поражение в греко-турецкой войне в 1922 году клуб был переведён в афинский пригород Неа Смирна, в Греции.
Баскетбольное отделение «Паниониоса» начало участие в греческой лиге с 1928 года, и закончило чемпионат на втором месте в этом году. На следующий год «Паниониос» занял третье место.
В 1987 году «Паниониос» играл в финальной серии Чемпионата Греции, проиграв «Арису». В 1991 году команда выиграла Кубок Греции, победив «ПАОК» со счётом 73–70. Также «Паниониос» играл в финалах Кубка Греции 1977 и 1995 годов.
В сезоне 1995–96 клуб под руководством Душана Ивковича занял третье место в лиге, тем самым квалифицировавлся в Евролигу на сезон 1996–97.
В сезоне 2007–08 «Паниониос» снова завоёвывает третье место. В серии до трёх побед они боролись с «Марусси», проигрывая по ходу серии 0–2 клубу из Неа Смирна удалось переломить ситуацию и в итоге выиграть 3–2, что обеспечило команде место в Евролиге на сезон 2008–09. Это стало первым появлением клуба в Евролиге за более чем десять лет.

## Арена
«Паниониос» играет большую часть домашних матчей внутреннего чемпионата на Неа Смирна Индор Холл, небольшая арена на 2600 человек принадлежащая местному муниципалитету. Они также играли домашние матчи на Glyfada Indoor Hall вместимостью 4532 человек, и на Helliniko Olympic Arena, вмещающим 15000 зрителей.

## Достижения
- Обладатель кубка Греции: 1991

## Сезоны
| Сезон   | Лига | Уровень | Рег.Чемп. | Плей-Офф  | Еврокубки         |
| ------- | ---- | ------- | --------- | --------- | ----------------- |
| 2012-13 | А1   | 1       | 3         | Полуфинал | Гр.этап Еврокубка |

## Знаменитые игроки
- Теодорос Папалукас
- Пи Джей Браун
- Лонни Бакстер
- Аарон Майлз
- Бранко Цветкович
- Деян Боровняк
- Юрий Здовц